# São João do Carú
São João do Carú là một đô thị thuộc bang Maranhão, Brasil. Đô thị này có diện tích 24,5 km², dân số năm 2007 là 11153 người, mật độ 18,11 người/km².